# República Confederada de Altái
El Gobierno de Karakorum o la República Confederada de Altái fue una república creada como el primer paso hacia el restablecimiento del imperio de Gengis Kan. Incluía a los grupos étnicos altái, a los jakasios y a los tuvanos.

## Historia
El segundo congreso del alto Altái se convocó en marzo de 1918 y creó oficialmente la República Confederada de Altái. El gobierno pro-burjanista fue fundado por el pintor altái Grigory Gurkin y por escritor y publicista ruso Vasily Anuchin (como Jefe del Congreso Constituyente). La república no era una entidad totalmente independiente sino más bien una entidad administrativa con cierta autonomía, aunque en realidad era relativamente independiente debido al caos de la Guerra civil rusa. La república fue finalmente invadida por el ejército blanco en la guerra civil, sólo para ser invadido por el 5.º ejército soviético y destruido en abril de 1920, a pesar de que la resistencia continuó hasta 1922.